# 烏維敦達山脈
07°34′17″S 36°55′03″E / 7.57139°S 36.91750°E
烏維敦達山脈是坦桑尼亞的山脈，位於該國中部莫羅戈羅區，處於魯貝霍山脈東南面，屬於東部弧形山脈的一部分，最高點海拔高度1,500米。